# Ad probationem
Ad probationem tantum è una locuzione latina, usata in ambito giuridico, che significa "ai fini di prova".
Nella generalità dei casi (e.g. vendita di un mobile), il contratto può essere provato in giudizio mediante qualsiasi mezzo (e.g. mediante testimoni). Accade, però, che, in talune ipotesi, la legge, con disposizioni espresse, stabilisca che il contratto possa esser provato in giudizio solo mediante documenti, ossia per mezzo di atti aventi forma scritta. Ciò accade in tema di transazione, di assicurazione, di cessione d'azienda e in alcune altre ipotesi tassativamente indicate dalla legge. Qualora si tentasse comunque, nonostante queste previsioni, di provare, in giudizio, la sussistenza del contratto (e.g. di transazione) mediante altri mezzi (e.g. testimoni),  la prova medesima dovrà esser dichiarata inammissibile con ordinanza istruttoria del giudice. 
Tuttavia la legge, con norma dettata in tema di prova testimoniale (art. 2725 del Codice Civile che rinvia al n.3 dell'art. 2724), prevede una deroga a tale inammissibilità: la prova per testimoni, infatti, è comunque ammissibile qualora la parte che intenda valersene dimostri di aver perso, senza sua colpa, il documento che gli forniva la prova (dell'esistenza e del contenuto del contratto).
Va ricordata a tal proposito la consolidata giurisprudenza della Corte di Cassazione, secondo la quale la previsione della forma scritta ad probationem, quale onere formale imposto alle parti nella stesura del contratto e quale limitazione all'ammissibilità delle istanze probatorie (con le quali si richiede, in giudizio, l'esame di un certo mezzo di prova), opera solo tra le parti contrattuali e non anche nei confronti dei terzi che siano in rapporto con i contraenti medesimi. 
Esemplificando, si può ricordare la norma dell'art. 2301 cc, la quale stabilisce, in capo ai soci della SNC(società in nome collettivo), il divieto di esercitare, per conto proprio o altrui, senza il consenso degli altri soci, un'attività concorrente con quella della società. Poniamo che, nonostante il divieto di legge, un socio eserciti comunque una siffatta attività: per far valere il diritto al risarcimento che il terzo comma dell'articolo da ultimo citato attribuisce alla società, quest'ultima, che si pone come terza rispetto ai contratti stipulati dai clienti del socio con quest'ultimo (in violazione del divieto di concorrenza), potrà provarli, anche nel caso in cui sia prevista la forma scritta ad probationem, non solo mediante produzione in giudizio dei documenti contenenti il contratto, ma anche, in alternativa, mediante altri mezzi(e.g. testimoni). Risulta così quanto la portata delle norme che richiedono questa forma ai fini di prova sia ben più ristretta di quanto possa apparire a prima vista.